# Isocentris filalis
Isocentris filalis là một loài bướm đêm trong họ Crambidae.